# Microïds
Microïds – założona w 1984 roku francuska firma zajmująca się produkcją, wydawaniem i dystrybuowaniem gier komputerowych i na konsole. Znana jest również jako MC2-Microïds z powodu fuzji z grupą MC2 w 2003 roku. Łącznie zatrudnia 200 osób, z czego 105 pracuje w jednym ze studiów R&D w Montrealu, a pozostałe pracują w drugim studiu w Paryżu oraz oddziałach dystrybucyjnych w Kanadzie, Francji, Włoszech i Wielkiej Brytanii. Oficjalnym dystrybutorem gier autorstwa Microïds w Polsce jest Cenega Poland.

## Gry stworzone lub wydane przez Microïds
(W nawiasach podana data wydania na świecie)

- 500cc Grand Prix (1986)
- Rodeo (1986)
- Superbike Challenge (1987)
- Downhill Challenge/Super Ski (1987)
- Highway Patrol (1989)
- Chicago 90 (1989)
- Highway Patrol 2 (1990)
- Super Ski 2 (1990)
- Eagle's Rider (1990)
- Sliders (1991)
- Killerball (1991)
- Grand Prix 500 2 (1991)
- Nicky Boom (1992)
- Action Sport (1993)
- Super Sport Challenge (1993)
- Genesia/Ultimate Domain (1993)
- Nicky 2 1993
- Super Ski 3 (1994)
- Genesia (1994)
- Carlos (1994)
- Fort Boyard – The Challenge (1995)
- Evidence: The Last Report (1996)
- Secret Mission (1996)
- Saban's Iznogoud (1997)
- Des chiffres et des lettres (1997)
- Rising Lands (1997)
- Shogo: Mobile Armor Division (1998)
- Amerzone: Testament Odkrywcy (1999)
- Dracula: Zmartwychwstanie (1999)
- Corsairs: Conquest at Sea (1999)
- Dracula 2 – The Last Sanctuary (2000)
- Empire of the Ants (2000)
- Far Gate (2000)
- Warm Up (2000)
- The Messenger (2000)
- Fort Boyard (2001)
- Monster Racer (2001)
- Road to India: Between Hell and Nirvana (2001)
- Open Kart (2001)
- Tennis Masters Series (2001)
- Times of Conflict (2001)
- Druuna: Morbus Gravis (2001)
- New York Race, stworzona przez Kalisto (2001)
- Snow cross, stworzona przez Vicarious Visions (2001)
- Kirikou, stworzona przez Étranges Libellules (2001)
- Hitchcock: the final cut, stworzona przez Arxel Tribe (2001)
- The Cameron Files: Secret at Loch Ness, stworzona przez Galilea Games (2001)
- Pink Panther, stworzona przez Étranges Libellules (2002)
- Roland Garros 2002, stworzona przez Carapace, 2002)
- Project Zero, stworzona przez Tecmo (2002)
- Robin Hood: The Legend of Sherwood, stworzona przez Spellbound (2002)
- Kohan: Battles of Ahriman, stworzona przez TimeGate Studios (2002)
- Iron Storm, stworzona przez 4X (2002) (wersja PS2 przez Rebellion Developments jako World War Zero: Iron Storm)
- Sherlock Holmes: Mystery of the Mummy, stworzona przez Frogwares (2002)
- Haegemonia: Legions of Iron, stworzona przez Digital Reality (2002)
- Celtic Kings: Rage of War, stworzona przez Haemimont (2002)
- Gremlins: Stripe vs Gizmo, stworzona przez Magic Pockets (2002)
- Speedball 2, stworzona przez Crawfish (2002)
- Castleween (2002)
- Inquisition (2002)
- Syberia (2002)
- Tennis Masters Series 2003 (2002)
- Post Mortem (2002)
- War and Peace (2002)
- Ski Park Manager (2002)
- Warrior Kings (2002)
- Jack The Ripper, stworzona przez Galilea Games (2003)
- Roland Garros 2003, stworzona przez Carapace (2003)
- Pro Beach Soccer, stworzona przez PAM, 2003)
- Curse: The Eye of Isis, stworzona przez Asylum (2003)
- Rygar: The Legendary Adventure, stworzona przez Tecmo (2003)
- Raging Blades, stworzona przez PCCWJ (2003)
- Haegemonia: the SOLON Heritage, stworzona przez Digital Reality (2003
- Knight's Apprentice, Memorick's Adventures (2004)
- Syberia II (2004)
- Still Life (2005)
- Sinking Island (2007)
- Nostradamus: The Last Prophecy (2007)
- Dracula 3 (2008)
- Still Life 2 (2009)
- Return to Mysterious Island II (2009)
- Dracula 4 (2013)
- Dracula 5 (2013)
- Subject 13 (2015)
- Agatha Christie: The ABC Murders (2016)
- Syberia 3 (2017)